# Ophonus
Ophonus là một ground bọ cánh cứng chi bản địa của miền Cổ bắc (bao gồm châu Âu), Near East, miền Tân bắc và Bắc Phi.

## Hình ảnh

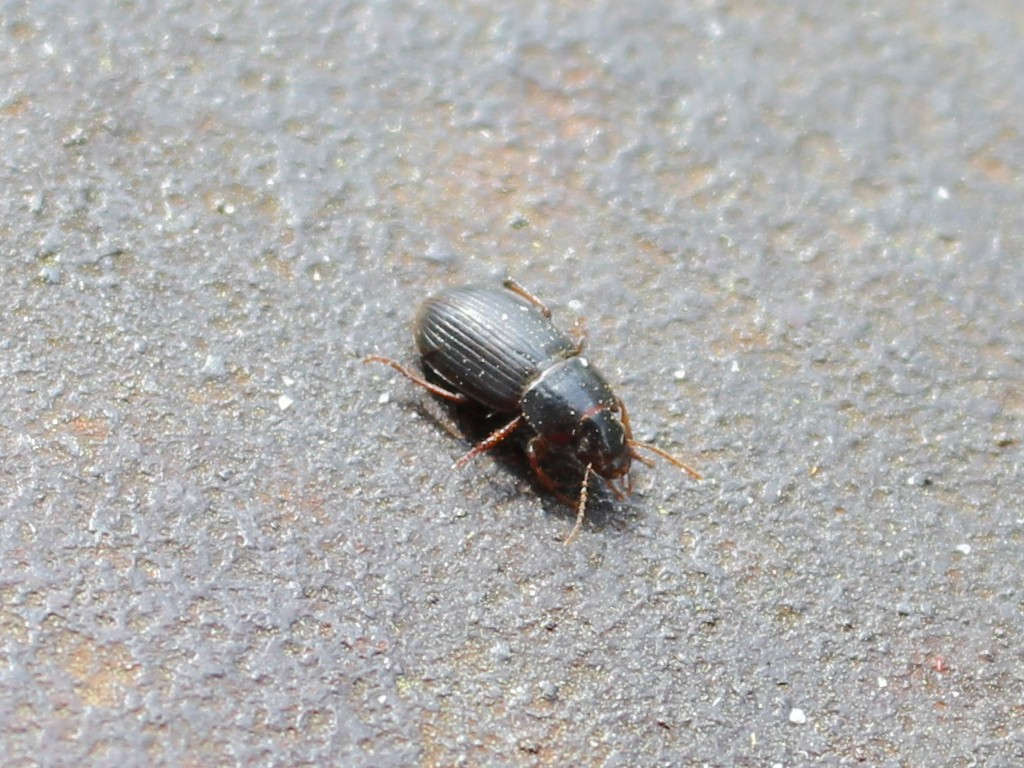

## Selected subgenera and species
- Ophonus (Brachyophonus)
  - Ophonus krueperi
- Ophonus (Hesperophonus)
  - Ophonus azureus
  - Ophonus bartoni
  - Ophonus convexicollis
  - Ophonus cribricollis
  - Ophonus jailensis
  - Ophonus longicollis
  - Ophonus minimus
  - Ophonus pumilio
  - Ophonus rotundatus
  - Ophonus similis
  - Ophonus subquadratus
- Ophonus (Incisophonus)
  - Ophonus incisus
- Ophonus (Macrophonus)
  - Ophonus oblongus
- Ophonus (Metophonus)
  - Ophonus brevicollis
  - Ophonus cordatus
  - Ophonus cunii
  - Ophonus ferrugatus
  - Ophonus gabrieleae
  - Ophonus gammeli
  - Ophonus jeanneli
  - Ophonus judaeus
  - Ophonus laticollis
  - Ophonus melletii
  - Ophonus nigripennis
  - Ophonus parallelus
  - Ophonus puncticeps
  - Ophonus puncticollis
  - Ophonus rufibarbis
  - Ophonus rupicola
  - Ophonus schaubergerianus
  - Ophonus subsinuatus
  - Ophonus syriacus
  - Ophonus transversus
  - Ophonus veluchianus
  - Ophonus wrasei
  - Ophonus xaxarsi
- Ophonus (Ophonus)
  - Ophonus ardosiacus
  - Ophonus battus
  - Ophonus diffinis
  - Ophonus franziniorum
  - Ophonus opacus
  - Ophonus quadricollis
  - Ophonus sabulicola
  - Ophonus stictus